# Carl Holmbergs mekaniska verkstad
Carl Holmbergs gjuteri och mekaniska verkstad var en mekanisk verkstad som fanns i Lund mellan 1864 och 1944. Det var en av Lunds större arbetsgivare. 1898, då bolaget ombildades till aktiebolag, var verkstaden Lunds största industriarbetsplats. Grundaren Carl Holmberg (1827–90) var en tidigare möllebyggare som efter läroår på mekaniska verkstäder i Tyskland fått anställning vid då relativt nygrundade Kockums i Malmö. Verkstaden låg mittemot järnvägsstationen och för många generationer lundabesökare var den det första man såg av Lund när man klev av tåget. Det man tillverkade var till en början kvarnverk, tyngre lantbruksredskap, ugnar och handelsgjutgods. Men sedan även ångmaskiner, ångpannor och utrustning till mejerier, brännerier, stärkelsefrabriker, tegelbruk och garverier. Men man specialiserade sig allt mer mot mejerier. Förutom en komplett leverans med all erforderlig utrustning, rör, ångmaskin, etc. etc. tog man även fram byggnadsritningar för mejeribyggnaden.
Efter Carl Holmbergs död 1890 togs företaget över av sönerna Carl Olof och Frans Gottfrid Holmberg.
Efter andra världskriget såldes en stor del av maskinparken till Bröderna Edstrand i Malmö. Efter att HSB köpt tomtmarken 1946 kom de återstående byggnaderna att rivas. År 1956 drogs Knut den Stores gata, nuvarande Knut den Stores torg, genom området som efterhand fick helt ny bebyggelse.